# Stephen Elop
Stephen Elop (Ancaster, 31 dicembre 1963) è un dirigente d'azienda canadese, ex CEO di Nokia.

## Biografia
Elop è nato ad Ancaster, Canada. È stato sposato con Nancy Elop, con la quale ha avuto cinque figli, quattro ragazze (tra le quali tre gemelle) e un ragazzo.

## Educazione
Dal 1981 Elop ha studiato ingegneria informatica e gestionale alla McMaster University, Hamilton, Ontario, classificandosi secondo nel suo corso con un diploma di laurea nel 1986. A quell'epoca aiutò a piazzare 22 chilometri di cavo Ethernet intorno al campus per creare una delle prime reti internet in Canada.

## Carriera
Elop è stato direttore delle consulenze presso Lotus Development Corporation prima di diventare, nel 1992, CIO per Boston Chicken, che ha presentato un'istanza di bancarotta nel 1998. Nello stesso anno, si unì al dipartimento Web/IT di Macromedia e ha lavorato per la compagnia per sette anni, assumendo molte posizioni importanti, incluso CEO dal gennaio 2005 per tre mesi prima che la loro acquisizione da parte di Adobe venisse annunciata nell'aprile 2005.
È stato poi presidente delle operazioni a livello mondiale presso Adobe, dando le sue dimissioni nel giugno 2006 e lasciando in dicembre, dopo di che è stato COO di Juniper Networks per esattamente un anno da gennaio 2007 a gennaio 2008.
Dal gennaio 2008 al settembre 2010 Elop ha lavorato per Microsoft come capo della Business Division, responsabile per Microsoft Office e Microsoft Dynamics la linea di prodotti, e come membro del team di dirigenza senior della compagnia. È stato durante questo periodo che la Business Division di Microsoft rilasciò Office 2010.
Nel settembre 2010 fu annunciato che Elop avrebbe preso la posizione di CEO presso Nokia, sostituendo Olli-Pekka Kallasvuo, e diventando il primo direttore non-finlandese nella storia di Nokia. L'11 marzo 2011 Nokia dichiarò di aver corrisposto ad Elop un bonus di 6 milioni di dollari, "compensazione per aver perso le entrate dal suo principale impiegato", oltre al suo salario di $1.4 milioni annuali. Il 3 settembre 2013 Nokia ha annunciato la vendita della divisione Devices & Services alla Microsoft. Tale decisione ha comportato la rinuncia di Elop alla posizione di CEO per assumere quella di Executive Vice President, Devices & Services.
Il modo in cui Elop tenne le redini di Nokia viene considerato unanimemente disastroso, tanto che in Finlandia sorse una polemica sugli ingenti compensi e sulla buonuscita che l'azienda riconobbe al manager (persino il Primo Ministro Jyrki Katainen e il Ministro delle Finanze Jutta Urpilainen espressero forti critiche).
Il 3 luglio 2014 ha ufficialmente divorziato dalla moglie Nancy, da cui era già separato da circa due anni; la coppia aveva avuto cinque figli (quattro femmine - tra cui una ragazza cinese presa in adozione - e un maschio). Il 17 giugno 2015 Satya Nadella, CEO di Microsoft, annuncia l'allontanamento di Stephen Elop dall'azienda.
Il 16 marzo 2016, il più grande fornitore di telecomunicazioni australiano, Telstra, ha annunciato che Elop sarebbe entrato a far parte della società in una posizione di nuova creazione: Group Executive Technology, Innovation and Strategy. Elop rimase in carica fino al 31 luglio 2018, quando venne licenziato nell'ambito di una grande ristrutturazione dell'azienda.
Il 17 settembre 2019 divenne CEO di APiJET, una joint venture con sede a Seattle che si occupa di analisi dei dati degli aeromobili in tempo reale. Dal gennaio del 2021, una volta terminato l'incarico di CEO, fa parte del consiglio di amministrazione di APiJET, di cui è anche consulente senior.